# Хорвати у Швейцарії

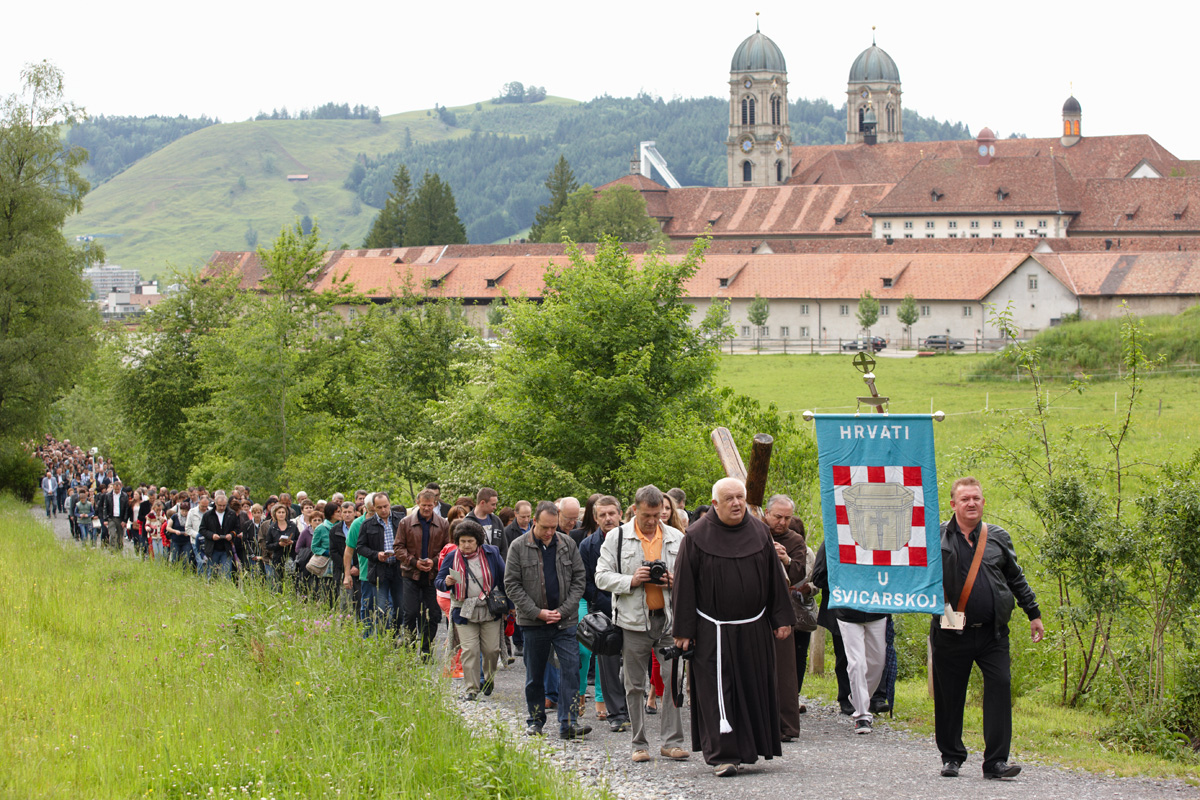
Щороку на початку червня хорвати у Швейцарії здійснюють паломництво до святилища Айнзідельн.

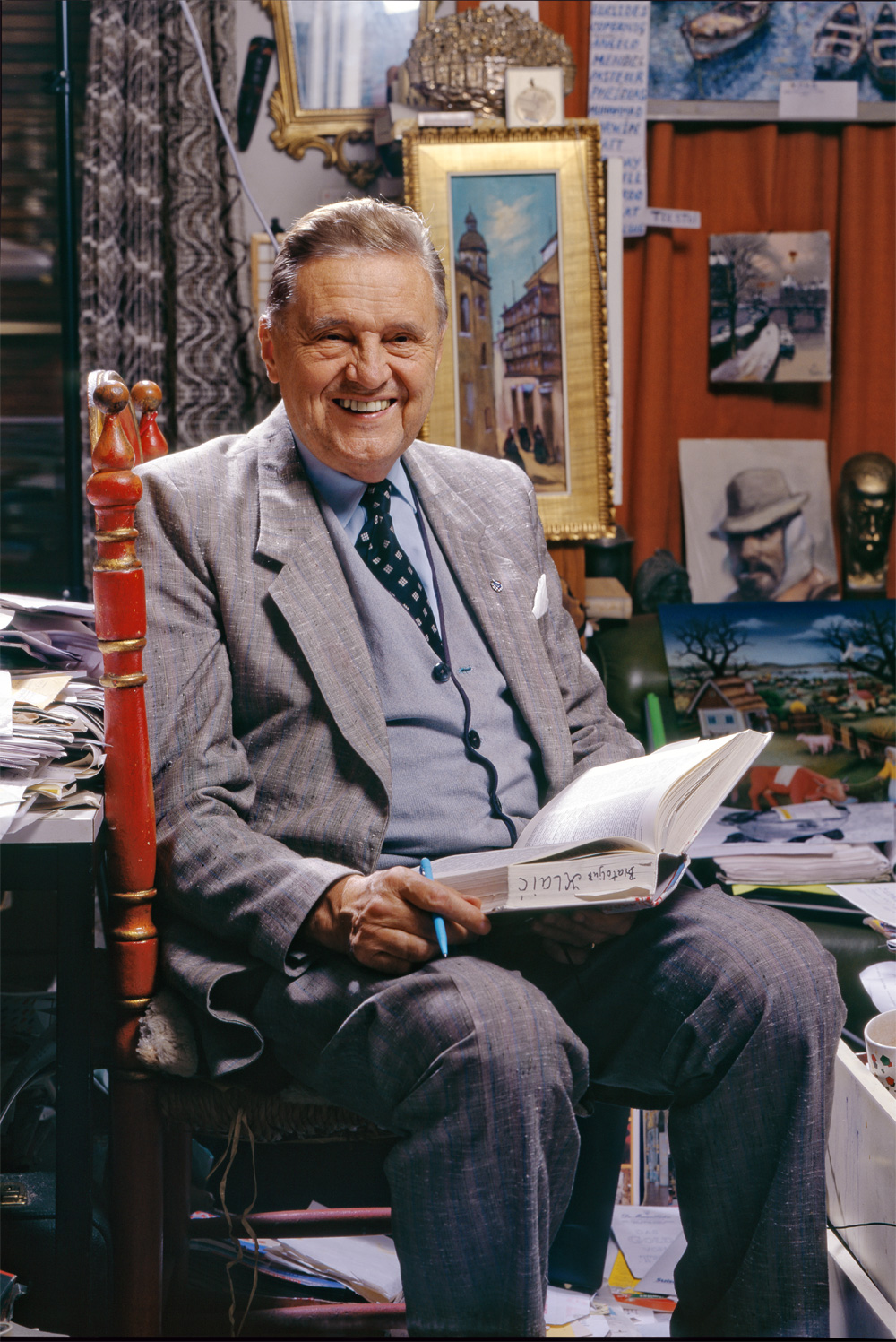
Проф. д-р Жарко Долінар у своїй квартирі в Рієні (Швейцарія).

Хорвати у Швейцарії, або швейцарські хорвати (хорв. Hrvati u Švicarskoj, нім. Kroaten in der Schweiz, фр. Croates en Suisse, італ. Croati in Svizzera) — жителі Швейцарії, які мають повне або часткове хорватське походження.

## Перші хорватські сліди
З давніх-давен окремі хорвати потрапляли в різні європейські країни, серед яких була і Швейцарія. Через перебування та діяльність таких зазвичай іменитих людей створювалися зв'язки між країнами та культурами. Два перші, чиє перебування та діяльність задокументовані, це, безумовно, кардинал Іван Стойкович (*1390, Дубровник — †1443, Лозанна) та єпископ Андрія Ямометич (*1420, Нин — †1484, Базель). Перший працював у Швейцарії як високий ватиканський дипломат, відкрив і очолив Базельський собор у 1431 році, працював над примиренням християн західного та східного обрядів, а також, перед османським завоюванням Константинополя, врятував і перевіз до Швейцарії безліч давньогрецьких і латинських рукописів і книг неоціненної вартості. Останній виступав як дуже відомий ватиканський дипломат у Європі, певний час представляв німецького імператора при папському дворі, і його біда полягала в тому, що за сорок років до Реформації він намагався відкрито і не завжди тактовно боротися з поганими взаєминами в Церкві, особливо з непотизмом і  протекцією.

## Хорватська присутність до 1945 року
Упродовж наступних століть хорватська присутність у Швейцарії і далі найбільше відчувалася завдяки визначним постатям хорватського походження. Так, у XVI столітті до Швейцарії дісталися кілька хорватів, які завзято боролися за виправдані цілі Реформації, з-поміж яких особливо вирізнявся Матіас Флацій (Матія Влачич Іллірик; 1520—1575), який почав навчатися в Базелі, та католицький єпископ і публіцист Петар Павао Вергіріє (1498—1565).
У XVII столітті у Швейцарії оселився та оженився зі швейцаркою Іван Франьо Б'юндич (1574—1644) із Хвара. На той час він був дуже шанованим письменником, найвідомішим у всій Європі своїми двома творами Historia delle guerre civili d'Inghilterra tra le due case di Lancastro e Jorc (Історія громадянських воєн Англії між домами Ланкастерів і Йорків) та романом «Єромена».
У XVIII сторіччі швейцарець Клеменс Вертес відкривав швейцарцям хорватську культурну спадщину, переклавши та видавши в Берні німецькою мовою книжку записів із Хорватії Viaggo in Dalmazia (Подорож у Далмацію) Альберто Фортіса, опубліковану лише роком раніше у Венеції італійською мовою (1774). Засвідчено, що саме за рекомендацією останнього у Берн і Лозанну прибув із Дубровника вивчати право, фізику та мінералогію майбутній просвітник Томо Базилєвич (1756—1806), ставши шанованим членом кількох швейцарських професійних товариств і поширюючи після повернення засвоєні у Швейцарії ідеї та знання по всій Хорватії.
З початку ХІХ століття хорватських слідів і зв'язків зі Швейцарією побільшало. 1883 року назавжди переїхав у Швейцарію зі своїми трьома незаміжніми дочками та дружиною політик і публіцист граф Юрай IV Драшкович (1773—1849). Його доньки дуже швидко повиходили заміж, і він, використавши свої заощадження, придбав замок Шрофен на Боденському озері, який після його смерті успадкувала його старша дочка Марія Лоренц. Хорватський політик Євген Кватерник (1825—1871) перед тим, як повернутися на батьківщину, кілька років у Цюриху примножував свій письмовий доробок і налагоджував особисті контакти. Певний час у Швейцарії провели також письменники Фран Мажуранич (1859—1928) і Антун Густав Матош (1873—1914).
Найімовірніше, перша хорватка, яка здобула вищу медичну освіту за кордоном, докторка Ема (фон) Павлекович (1873—1945) навчалася в Женеві та Лозанні. Історик доктор Домінік Мандич (1889–1973) навчався та здобув докторський ступінь в Університеті Фрібура, звідки випустилися ще кілька хорватських студентів.
Лауреати Нобелівської премії професор доктор Леопольд Ружичка (1887—1976) та професор доктор Владимир Прелог (1906—1998) оселилися у Швейцарії у 1918 та 1941 роках відповідно. Те саме зробив і відомий хорватський карикатурист Бранимир Петрович (1888—1957), одружившись зі швейцаркою та проживши в Женеві майже сорок років.

## Після 1945 року
Друга світова війна та повоєнна доба після 1945 року спонукали деяких хорватів шукати прихистку у Швейцарії. На період із 1943 по 1947 рік у Швейцарії знайшов притулок найвідоміший хорватський скульптор Іван Мештрович (1883–1962), а відразу після війни там (у Вальді) оселився і останній граф Драшкович, Іван (1876—1971), мемуари якого містять спогади про Австро-Угорську імперію, Королівство Югославія та Другу світову війну. У той час у Швейцарії знайшли притулок численні хорватські політичні вигнанці, серед яких були такі визначні хорвати: політик і науковець д-р Вінко Кришкович (1858—1952), францисканець і письменник Луціян Кордич (1914—1993), економісти та публіцисти доктор Юре Петричевич (1912—1997) та доктор Тихомил Раджа (1928—2002), а також деякі інші, для яких не було місця в Хорватії до падіння комунізму та створення хорватської держави в 1991 році. Здається, що прояви публічного суспільного життя хорватів у Швейцарії починаються лише з діяльності Хорватських католицьких місій (ХКМ). Їхнє зародження пов'язане з приїздом у Швейцарію в 1951 році брата Луціяна Кордича, який час від часу збирав хорватів у різних куточках цієї країни, а в 1961 році компетентна конгрегація в Римі офіційно призначила його місіонером і провідником хорватської пастви у Швейцарії. З прибуттям дедалі більшої кількості хорватських робітників з батьківщини почалося створення окремих хорватських місій. Першу таку місію, в Цюриху, відвідав у 1967 році брат Любо Красич, який розпочав систематичну місіонерську роботу, яку продовжили брат Раде Вукшич, брат Карло Ловрич та інші місіонери. Сьогодні у Швейцарії діє дванадцять хорватських католицьких місій із п'ятнадцятьма францисканцями та сімома місіонерами-співробітниками, а їхній журнал MOVIS безперервно видається з 1969 року, тираж якого нині понад 14 000 примірників. Ці місії, поодинці та разом, зі своєю релігійною, культурною та іншою різноманітною діяльністю, стали та залишалися (особливо до створення хорватської держави в 1991 році) осереддям хорватського громадського життя. Вони ніколи не забували дбати про збереження та розбудову хорватської національної самобутності. Приміром, тільки Хорватська місіонерська місія в Берні під орудою брата Шимуна Шита Чорича на підопічній території з 1984 по 1990 рік у рамках «Емігрантської трибуни» організувала понад п'ятдесят окремих виступів чільних діячів хорватського громадського життя, переважно з батьківщини, серед яких був і тодішній провідний хорватський дисидент д-р Франьо Туджман. 
Першим хорватським об'єднанням, заснованим у Швейцарії поза крилами місій, було Хорватське товариство у Швейцарії, яке спільно з друзями заснував 1960 року в Цюриху і яке роками очолював д-р Юре Петричевич. Воно п'ятнадцять років гуртувало хорватських інтелектуалів та інших авторитетних хорватських діячів у Швейцарії. Товариство також заснувало «Бібліотеку Хорватського товариства у Швейцарії» та організувало два унікальні в хорватській еміграції культурно-політичні симпозіуми (Люцерн, 1968 і 1971), у яких узяли участь провідні інтелектуали хорватської політичної еміграції. 
Протягом 1968 і 1969 років відзначено перші офіційні та неофіційні випадки заснування хорватських спортивних клубів у Швейцарії (наприклад, NK Croatia Zürich 1969, NK Dinamo Schaffhausen тощо), а на самому початку 1970-х років одна за одною почали народжуватися хорватські установи та асоціації: «Соціальна служба хорватських католицьких місій у Швейцарії» (Бухс, 1970), Фольклорне товариство Movis Croatia (Цюрих, 1970), Хорватський фонд боротьби з раком (Базель, 1970), «Товариство друзів Матиці Хорватської» (Цюрих, 1971), яке у 1973 році було перейменовано на «Хорватську культурну спілку» тощо. Згідно з останнім переписом населення, у Швейцарії та Ліхтенштейні налічується 199 різнорідних хорватських асоціацій та установ, поміж яких є неактивні, а деякі практично пов'язані з діяльністю окремих осіб. Окрім вищезазначених, існують асоціації та установи різної спрямованості, від престижного музичного октету Chorus Croaticus (Берн) або гуманітарного «Фонду хорватських студентів» (Невшатель) до Хорватської демократичної співдружності, яка з нагоди створення хорватської держави на самому початку 1990-х років зібрала найбільшу кількість активних хорватів у Швейцарії. Нині більшість хорватських об'єднань збираються та гуртуються навколо Хорватського світового конгресу у Швейцарії, створеного в цій країні в 1993 році як частину найбільшої міжнародної неурядової організації хорватів за кордоном, що діє у всіх країнах світу, де хорвати та їхні нащадки проживають у великій кількості. Хорвати у Швейцарії активно беруть участь у понад двадцяти футбольних клубах, а також у понад двадцяти клубах мініфутболу. Окрім футболу, хорвати мають власні волейбольні, баскетбольні та боулінгові клуби.

## Відомі швейцарські хорвати
Власником заводу FBW (Franz Brozinčević Werke) поблизу Цюриха був Франьо Брозинчевич з Ліки (*1874, Бринє — †1933, Цюрих) та його сини. Наймолодший син Франьо, Пауль, у 1878 році продав фірму FBW концерну Buehrle AG. Одним із відомих імен у швейцарському профспілковому русі протягом десятиліть був Йосип Веселич (1893—1975) з Валпово, який у Цюриху 1963 року опублікував свої цікаві мемуари (Aus den Erinnerungen eines Handwerkers). Карикатурист Бранимир Петрович (1888—1957) прожив близько сорока років у Женеві, де понад два десятиліття був серед перших швейцарських карикатуристів і день у день наповнював женевські газети своїми рисунками. Два лауреати Нобелівської премії Леопольд Ружичка і Владимир Прелог провели значну частину свого життя та творчості у Швейцарії, де й померли. Доктор Юре Петричевич (*1912, Старо Петрово Село — †1997, Брюгг) роками був активним членом Швейцарської селянської спілки (Брюгг). Академічний художник Юліє Майсснер (*1906, Загреб — †1979, Цюрих) приїхав у Швейцарію 1957 року і залишався там до кінця свого життя, малюючи та викладаючи образотворче мистецтво в кількох середніх школах Цюриха. З 1960 року також у Швейцарії живе професор доктор Жарко Долінар. Найвідоміша швейцарська щоденна газета Neue Zürcher Zeitung зазначала, що професор доктор Марко Турина — «найзнатніший кардіохірург у Швейцарії». Фізик і винахідник Давор Павуна працює з 1986 року в Лозанні.
Численні хорватські музиканти залишили або досі залишають помітний слід у громадському житті та/або у вищих музичних закладах Швейцарії. Серед них, безумовно, скрипаль і диригент Радован Лоркович (Базель), сопрано Марина Яїч (Люцерн), піаністка Ірена Шулич (Цюрих), піаніст і композитор Іво Црмарич (Фрібург), Бранка Гракалич (Баден), Балдо Подич (Базель), магістр Франьо Вугделія та його октет Chorus croaticus (Берн), Алан Шавар (Берн) та ін. Є ціла низка хорватських спортсменів, які відіграли дуже значну роль у швейцарському спорті. Вже в 1930-х роках швейцарський футбол значно підсилили три чудові футболісти із Загреба: Іван Хитрец, Ацо Живкович і Йосип Якупич. Мирослав Блажевич спочатку був гравцем і тренером ФК «Лозанна» і ФК «Сьйон», а потім кілька років був тренером збірної Швейцарії. Серед найкращих футболістів Швейцарії протягом багатьох років були Желько Перушич (ФК «Санкт-Галлен»), Юриця Єркович, Златко Чайковський, Желько Матуш та Ілія Катич, усі з ФК «Цюрих». У цій когорті і гандболісти Ізідор Доленац і Вінко Кандія, який також був тренером національної команди Швейцарії. Не можна оминути і таку постать, як Павао П'яцун, який виховав численних визначних швейцарських каратистів і разом з ними здобув для Швейцарії чимало європейських і навіть світових медалей та відзнак. Серед інших спортсменів — плавчиня Анамарія Петричевич, дочка Джурджиці Бєдов, яка також живе у Швейцарії, хокеїст Горан Безіна, футболісти Маріян Уртич, Младен Петрич, Іван Ракитич, Златко Хебіб, Олівер Марич, Ана-Марія Црногорчевич, Ілля Івич і Маріо Гавранович та колишній футболіст і нинішній тренер Владимир Петкович. У Швейцарії вибудував свою наукову освіту та кар'єру фізик Вуко Бриглєвич.